# Sierra de cinta

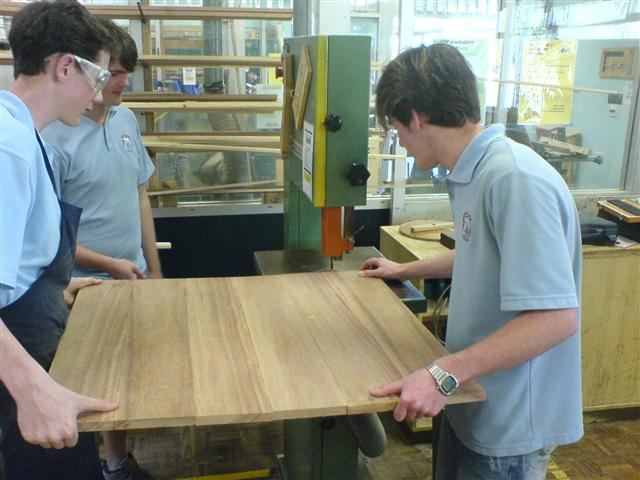
Sierra de cinta en pleno uso.

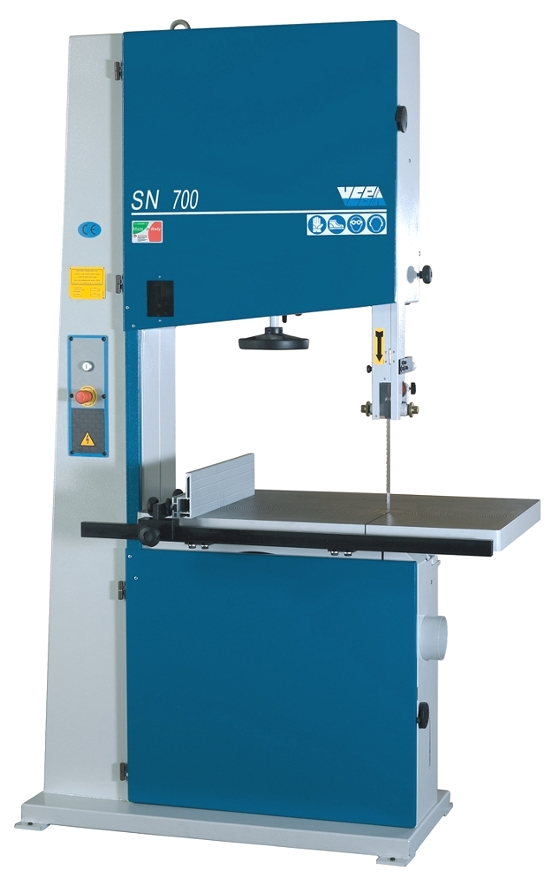
Sierra de cinta para trabajar madera.

La sierra de cinta, sierra sin fin o serrucho de banda es una sierra de pedal o eléctrica, que tiene una tira metálica dentada, larga, estrecha y flexible. La tira se desplaza sobre dos ruedas que se encuentran en el mismo plano vertical con un espacio entre ellas. 
Las sierras de cinta pueden ser usadas en carpintería y metalurgia o para cortar diversos materiales ajenos a estas actividades, siendo útiles en el corte de formas irregulares. La sierra de cinta está especialmente hecha para dar forma curva a la madera.
También es utilizado en la industria cárnica por su facilidad para cortar huesos, tendones y demás elementos que se encuentran presentes en las piezas de carne.

## Sierras de cinta para corte de metales
Cuando se cortan metales, se usan sierras especiales que requieren de un refrigerante que vaya suministrándose constantemente sobre la cuchilla. El refrigerante mantiene a la sierra fresca, impidiendo un sobrecalentamiento que seguramente causaría defectos en los cortes y acortaría el lapso de vida útil de la cuchilla.
Las sierras de cinta de los talleres de máquinas cuentan con equipamiento adicional que les permiten operar de distintas formas y hacen cortes generalmente en sentido vertical.

## Sierras automatizadas

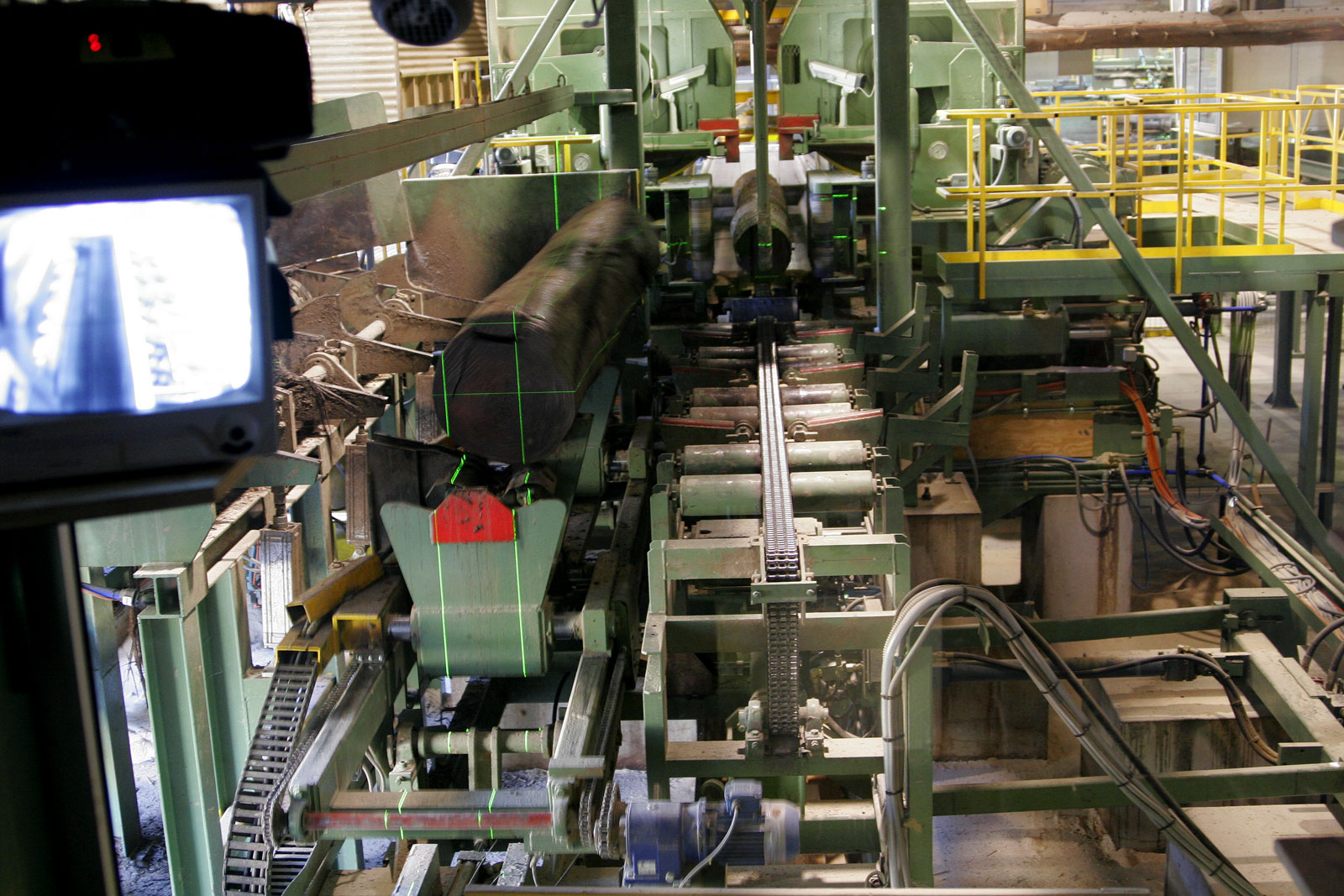
Una sierra de cinta guiada por láser.

Las sierras de cinta automáticas manejan velocidades de alimentación preestablecidas, reversa y sujeción de partes. Son usadas en ámbitos de trabajo donde no es práctico tener un operario de maquinaria por cada aparato, ya que un solo operador puede hacerse cargo de varias sierras. Algunas funcionan mediante control numérico por computadora para efectuar cortes más precisos y complejos.